# ۳۱۹۹ نفرتیتی
سیارک ۳۱۹۹ (به انگلیسی: 3199 Nefertiti، نامگذاری:1982RA) سه هزار و صد و نود و نهمین سیارک کشف شده‌است که در ۱۳ سپتامبر ۱۹۸۲ کشف شد.
قدر مطلق سیارک برابر ۱۴٫۸۴ است.